# Karl Hartlieb
Karl Hartlieb (* 25. Dezember 1894; † 13. Oktober 1969 in Karlsruhe) war ein deutscher Stimmbildner.
Er studierte Philosophie an der Universität Würzburg und wurde dort 1933 promoviert. Danach war er als Lehrer tätig. Nach 1945 widmete er sich der Ausbildung von Sängerstimmen und der theoretischen Reflexikon darüber in Karlsruhe.

## Veröffentlichungen
- Stimmbildung als Wissenschaft. Henschel Verlag, Berlin 1960.
- Praktikum der Stimm- und Sprachheilkunde aus biokybernetischer Sicht. Ernst Reinhardt Verlag, München 1969.